# Condado de Gołdap
Nota linguística: Não confundir hrabstwo (condado) com powiat (divisão administrativa)..
Gołdap (polaco: powiat gołdapski) é um powiat (condado) da Polónia, na voivodia de Vármia-Masúria. A sede é a cidade de Gołdap. Estende-se por uma área de 771,93 km², com 27 055 habitantes, segundo os censos de 2005, com uma densidade 35,05 hab/km².

## Divisões admistrativas
O condado possui:
Comunas urbana-rurais: Gołdap
Comunas rurais: Banie Mazurskie, Dubeninki
Cidades: Gołdap

## Demografia
População (dados de 30 de Junho de 2005):
|          | Total   | Total | Mulheres | Mulheres | Homens  | Homens |
| -------- | ------- | ----- | -------- | -------- | ------- | ------ |
|          | pessoas | %     | pessoas  | %        | pessoas | %      |
| Total    | 27 055  | 100   | 13 690   | 50,6     | 13 365  | 49,4   |
| Cidades  | 13 696  | 100   | 6999     | 51,1     | 6697    | 48,9   |
| Povoados | 13 359  | 100   | 6691     | 50,1     | 6668    | 49,9   |